# مایکروسافت لومیا
مایکروسافت لومیا (به انگلیسی: Microsoft lumia) با نام پیشین نوکیا لومیا (به انگلیسی: Nokia lumia) نامی تجاری دسته‌ای از تلفن‌های هوشمند شرکت مایکروسافت است که از سیستم عامل ویندوز استفاده می‌کنند. گوشی‌های لومیا برای نخستین‌بار در نوامبر ۲۰۱۱ معرفی شدند.

## تاریخچه
سری تلفن‌های هوشمند لومیا، توسّط نوکیا طراحی و به بازار عرضه شد. پس از به تملّک درآمدن بخش کسب‌وکار تلفن همراه نوکیا توسّط مایکروسافت در سوم سپتامبر ۲۰۱۳ و نهایی شدن این خرید در بیست و پنجم آوریل ۲۰۱۴، خط تولید لومیا زیر نظر مایکروسافت اداره می‌شود.
پس از خرید نوکیا در زمان مدیریت استیو بالمر و با معرفی لومیا ۵۳۵، برای اوّلین‌بار از برند مایکروسافت روی سری لومیا استفاده شد.

## مشخصات

### مشخصات سخت‌افزاری
سری لومیا، شامل پایین رده‌ها، میان رده‌ها و پرچمداران است. اکثر تلفن‌های این شرکت دارای سخت‌افزار مشابه با هم‌رده‌های خود هستند. در پرچمداران این شرکت، اکثراً از دوربین‌هایی با قدرت بیشتر استفاده شده‌است.

### مشخصات نرم‌افزاری
سری لومیا، با سیستم عامل ویندوز نسخه مخصوص موبایل، به بازار عرضه شده‌اند. این سیستم عامل در گذشته به نام ویندوزفون شناخته می‌شد، اما با معرفی ویندوز ده، در بروز رسانی جدید این سیستم عامل، به نام ویندوز شناخته می‌شود.

## محبوبیت
درصد فروش سری لومیا که اغلب اوقات با درصد کاربران ویندوز (ویندوز فون) شناخته می‌شود، بین سه تا چهار درصد تلفن‌های همراه فروخته شده بوده‌است. در این بین، محبوب‌ترین‌ترین سری لومیا، محصول پایین رده، لومیا ۵۲۰ بوده‌است که هم‌اکنون بیش از دوازده میلیون نسخه از آن به فروش رفته است.

## تلفن‌های هوشمند لومیا
تلفن‌های لومیا با یک عدد سه یا چهار رقمی نام گذاری و شناخته می‌شوند، رقم اول یا دو رقم اول، نوع تلفن را مشخص می‌کند و دو رقم آخر زمان عرضهٔ تلفن را مشخص می‌کند. به‌طور مثال رقم اول در لومیا ۵۲۰ نشان دهندهٔ این است که این سری از سخت‌افزار ضعیف، قیمت مناسب بهره می‌برد؛ و دو رقم آخر نشان دهندهٔ این است که از لومیا ۵۱۰ جدیدتر و از لومیا ۵۳۰ قدیمی تر است. به‌طور کلی:
| دو رقم آخر | سیستم عامل              |
| ---------- | ----------------------- |
| ۱۰ یا ۰۰   | ویندوزفون ۷             |
| ۲۰         | ویندوزفون ۸             |
| ۳۰         | ویندوزفون ۸٫۱           |
| ۴۰         | ویندوزفون ۸٫۱ آپدیت دوم |
| ۵۰         | ویندوز ده               |

### ابزارهای نوکیا لومیا
| ابزارهای نوکیا لومیا     | ابزارهای نوکیا لومیا | ابزارهای نوکیا لومیا | ابزارهای نوکیا لومیا | ابزارهای نوکیا لومیا | ابزارهای نوکیا لومیا | ابزارهای نوکیا لومیا                                                   |
| نام                      | رمز                  | تاریخ معرفی          | سری                  | نسل                  | سیستم عامل نصب شده   | تغییرات                                                                |
| ------------------------ | -------------------- | -------------------- | -------------------- | -------------------- | -------------------- | ---------------------------------------------------------------------- |
| نوکیا لومیا 800          | Sea Ray              | November ۲۰۱۱        | ۸۰۰                  | ۱                    | ویندوز فون ۷٫۵       | 800C with Cdma2000 for China Telecom                                   |
| نوکیا لومیا 710          | Sabre                | January ۲۰۱۲         | ۷۰۰                  | ۱                    | ویندوز فون ۷٫۵       |                                                                        |
| نوکیا لومیا 900          | Ace                  | April ۲۰۱۲           | ۹۰۰                  | ۱                    | ویندوز فون ۷٫۵       |                                                                        |
| نوکیا لومیا 610          | Cliff                | April ۲۰۱۲           | ۶۰۰                  | ۱                    | ویندوز فون ۷٫۵       | 610C with Cdma2000 for China Telecom                                   |
| نوکیا لومیا 510          | Glory                | September ۲۰۱۲       | ۵۰۰                  | ۱                    | ویندوز فون ۷٫۵       |                                                                        |
| نوکیا لومیا 820          | Arrow                | November ۲۰۱۲        | ۸۰۰                  | ۲                    | ویندوز فون ۸         | 810 for T-Mobile, 822 for Verizon                                      |
| نوکیا لومیا 920          | Phi                  | November ۲۰۱۲        | ۹۰۰                  | ۲                    | ویندوز فون ۸         | 928 (Lazer) for Verizon with Xenon-flash camera, 920T for China Mobile |
| نوکیا لومیا 505          |                      | December ۲۰۱۲        | ۵۰۰                  | ۱                    | ویندوز فون ۷٫۸       |                                                                        |
| نوکیا لومیا 620          | Sand                 | January ۲۰۱۳         | ۶۰۰                  | ۲                    | ویندوز فون ۸         |                                                                        |
| نوکیا لومیا 520          | Fame                 | January ۲۰۱۳         | ۵۰۰                  | ۲                    | ویندوز فون ۸         | 520T with سامانه جهانی مخابرات سیار for China Mobile                   |
| نوکیا لومیا 720          | Zeal                 | January ۲۰۱۳         | ۷۰۰                  | ۲                    | ویندوز فون ۸         | 720T with سامانه جهانی مخابرات سیار for China Mobile                   |
| نوکیا لومیا 925          | Catwalk              | June ۲۰۱۳            | ۹۰۰                  | ۲                    | ویندوز فون ۸         | 925T with سامانه جهانی مخابرات سیار for China Mobile                   |
| نوکیا لومیا 1020         | EOS                  | July ۲۰۱۳            | ۱۰۰۰                 | ۲                    | ویندوز فون ۸         |                                                                        |
| نوکیا لومیا 1320         | Batman               | October ۲۰۱۳         | ۱۳۰۰                 | ۲                    | ویندوز فون ۸         |                                                                        |
| نوکیا لومیا 1520         | Bandit               | October ۲۰۱۳         | ۱۵۰۰                 | ۲                    | ویندوز فون ۸         |                                                                        |
| نوکیا لومیا 2520         | Sirius               | October ۲۰۱۳         | ۲۵۰۰                 | ۲                    | ویندوز آرتی          |                                                                        |
| نوکیا لومیا 625          | Max                  | August ۲۰۱۳          | ۶۰۰                  | ۲                    | ویندوز فون ۸         |                                                                        |
| نوکیا لومیا 525          | Glee                 | December ۲۰۱۳        | ۵۰۰                  | ۲                    | ویندوز فون ۸         |                                                                        |
| نوکیا لومیا Icon         |                      | February ۱۲ ۲۰۱۴     | ۹۰۰                  | ۳                    | ویندوز فون ۸٫۱       |                                                                        |
| نوکیا لومیا 930          | Martini              | April ۲۰۱۴           | ۹۰۰                  | ۳                    | ویندوز فون ۸٫۱       |                                                                        |
| نوکیا لومیا 630          | Moneypenny           | April ۲۰۱۴           | ۶۰۰                  | ۳                    | ویندوز فون ۸.1       | 635 with LTE, 636 and 638 with 1GB RAM                                 |
| نوکیا لومیا 530          | Rock                 | July ۲۰۱۴            | ۵۰۰                  | ۳                    | ویندوز فون ۸٫۱       |                                                                        |
| نوکیا لومیا 730 Dual SIM |                      | September ۲۰۱۴       | ۷۰۰                  | ۳                    | ویندوز فون ۸٫۱       |                                                                        |
| نوکیا لومیا 735          | Superman             | September ۲۰۱۴       | ۷۰۰                  | ۳                    | ویندوز فون ۸٫۱       |                                                                        |
| نوکیا لومیا 830          | Tesla                | September ۲۰۱۴       | ۸۰۰                  | ۳                    | ویندوز فون ۸٫۱       |                                                                        |

### ابزارهای مایکروسافت لومیا
| ابزارهای مایکروسافت لومیا | ابزارهای مایکروسافت لومیا | ابزارهای مایکروسافت لومیا | ابزارهای مایکروسافت لومیا | ابزارهای مایکروسافت لومیا | ابزارهای مایکروسافت لومیا | ابزارهای مایکروسافت لومیا    |
| نام                       | رمز                       | تاریخ معرفی               | سری                       | نسل                       | سیستم عامل نصب شده        | تغییرات                      |
| ------------------------- | ------------------------- | ------------------------- | ------------------------- | ------------------------- | ------------------------- | ---------------------------- |
| مایکروسافت لومیا ۵۳۵      | Chakra                    | November ۲۰۱۴             | ۵۰۰                       | ۳                         | ویندوز فون ۸٫۱            | Dual SIM                     |
| مایکروسافت لومیا ۴۳۵      | Vela                      | January ۲۰۱۵              | ۴۰۰                       | ۳                         | ویندوز فون ۸٫۱            | Dual SIM                     |
| مایکروسافت لومیا ۵۳۲      | Leo                       | January ۲۰۱۵              | ۵۰۰                       | ۳                         | ویندوز فون ۸٫۱            | Dual SIM                     |
| مایکروسافت لومیا ۶۴۰      | Dempsey                   | March ۲۰۱۵                | ۶۰۰                       | ۴                         | ویندوز فون ۸٫۱            | LTE, Dual SIM, LTE Dual SIM. |
| مایکروسافت لومیا ۶۴۰ XL   | Makepeace                 | March ۲ ۲۰۱۵              | ۶۰۰                       | ۴                         | ویندوز فون ۸٫۱            | LTE, Dual SIM, LTE Dual SIM. |
| مایکروسافت لومیا ۴۳۰      | Doris                     | March ۲۰۱۵                | ۴۰۰                       | ۳                         | ویندوز فون ۸٫۱            | Dual SIM                     |
| مایکروسافت لومیا ۵۴۰      |                           | April ۲۰۱۵                | ۵۰۰                       | ۴                         | ویندوز فون ۸٫۱            | Dual SIM                     |
| مایکروسافت لومیا ۹۵۰      | Talkman                   | November ۲۰۱۵             | ۹۰۰                       | ۵                         | ویندوز ۱۰ موبایل          | Dual SIM                     |
| مایکروسافت لومیا ۹۵۰ XL   | Cityman                   | November ۲۰۱۵             | ۹۰۰                       | ۵                         | ویندوز ۱۰ موبایل          | Dual SIM                     |
| مایکروسافت لومیا ۵۵۰      | Saimaa                    | December ۲۰۱۵             | ۵۰۰                       | ۵                         | ویندوز ۱۰ موبایل          |                              |
| مایکروسافت لومیا ۶۵۰      | Saana                     | February ۲۰۱۶             | ۶۰۰                       | ۵                         | ویندوز ۱۰ موبایل          | LTE, LTE Dual SIM            |